# Resolució 75 del Consell de Seguretat de les Nacions Unides
La Resolució 75 del Consell de Seguretat de les Nacions Unides, aprovada el 27 de setembre de 1949, després de rebre una resolució de l'Assemblea General de les Nacions Unides que autoritza al Consell a prendre decisions sobre el tema, el Consell va decidir reemborsar retroactivament als Estats membres que participaven en la Comissió de les Nacions Unides per a Indonèsia i la Comissió de les Nacions Unides per a l'Índia i Pakistan per les seves despeses de desplaçament i subsistència.
La resolució es va aprovar amb un total de set vots, mentre que l'RSS d'Ucraïna va votar en contra i Cuba, Egipte i la Unió Soviètica es van abstenir.